# Nagieb Khaja
Nagieb Khaja (født 1979 i København) er en dansk krigskorrespondent, dokumentarinstruktør og forfatter.
Khaja lod sig først bemærke med afsløringen af Triple A-sagen i Nyhederne på TV 2, der kostede en redaktionschef jobbet.
Nagieb Khaja og journalisten Lars Wikborg blev indstillet til Cavling-prisen i 2005 for reportagen.
Nagieb Khaja blev også indstillet til Cavlingprisen sammen med Nils Giversen og Christian Vorting for DR2-dokumentaren, "Drabet på Rust."
Nagieb Khaja bidrog til Christoffer Guldbrandsens og Nils Giversens dokumentar, "Den Hemmelige krig," hvor han tog til Kandahar og fandt frem til de fanger, som danske soldater havde overbragt til amerikanske soldater.
Han arbejdede for Danmarks Radio, hvor han og hans lillebror Fahiem Khaja var involveret i skabelsen af Yallahrup Færgeby.
Han forlod Danmarks Radio, særligt pga. uoverensstemmelser omkring tv-serien, hvor Danmarks Radio ifølge Nagieb Khaja havde lovet Fahiem Khaja og Fahiems ven Daniel Kazim medforfatterskab.
Nagieb Khaja blev efterfølgende ansat som journalist på TV 2 Nyhederne.
Nagieb Khaja var ansat i TV2s gravergruppe, hvor han bl.a. som den eneste vestlige journalist tog til de på det tidspunkt Talebankontrollerede områder, Musa Qala og Gereshk og producerede et program som blev vist i Dags Dato Special, "Tilbage til slagmarken."
I sommeren 2007 var han rejst til Afghanistan under orlov fra TV 2 og var oppe i Kunars bjerge for at interviewe talibanoprørere. Det lykkedes ham at komme i kontakt med dem og lave et interview, men da han kom ned blev han anholdt af afghanske sikkerhedsstyrker, fordi de ikke tillader journalister kontakt med Taliban-bevægelsen. Han blev tilbageholdt i tre dage men blev løsladt efter pres fra EUs repræsentant i Afghanistan.
I december sendte TV2 ham af sted til Helmand for at interviewe Taliban-oprørerne. Nagieb Khaja blev i stedet kidnappet på landevejen mellem Kandahar og Helmand af de selvsamme mennesker, som stod for ansvaret for hans sikkerhed.
Kidnapperne fastsatte en løsesum på to millioner dollars og på syvendedagen pressede de Nagieb Khaja til at ringe til sin familie og fremsætte kravet. Dagen efter lod kidnapperne gidslerne alene med en afghansk familiefar, som de gav ansvaret for at overvåge gidslerne.
Mens kidnapperne var væk indgik Nagieb Khaja og hans afghanske fotograf en aftale med familiefaren og flygtede sammen med ham og hans familie inden kidnapperne nåede at få en løsesum. Familiefaren skaffede en bil og kørte sammen med Nagieb Khaja og fotografen i sikkerhed i den britiskledede militærbase i Lashkar Gar.
Dagbladet Information skrev senere at Khaja "var af TV 2 sendt på en mission" og at han blev kidnappet og "hårdhændet behandlet" sammen med en lokal fotograf.
Redningen har sat familien på flugt fra de hævngerrige kidnappere og TV 2 har måttet sørge for familiens videre økonomi og sikkerhed.
I Udenrigsministeriet og Forsvaret har der været "stærk utilfredshed" med TV 2's mission.
I slutningen af 2015 var han udsat for et voldeligt overfald fra det tyrkiske grænsepoliti da han krydsede grænsen mellem Tyrkiet og Syrien.
I de seneste år har han dækket krigene i Afghanistan, Syrien og Gaza. Hans arbejde er blevet internationalt anerkendt, og hans dokumentarfilm er blevet bragt på bl.a. Al Jazeera English, BBC, Vice International og Guardian TV.
Nagieb Khaja kendt for at være en af ganske få journalister på verdensplan, der har fået adgang til ledende personer i jihadistiske grupper som Al-Qaeda og Taliban. Han har eksempelvis instrueret en dokumentarfilm om Al Qaeda i Syrien, Western Jihadis in Syria for Al Jazeera English, hvor han møder bevægelsens talsmand og flere af deres krigere. Derudover har han instrueret fire dokumentarfilm om Taliban (Inside The Taliban for BBC Panorama, On The Frontlines With The Taliban og This Is Taliban Country for Al Jazeera America, The Resurgence of The Taliban Arkiveret 20. marts 2016 hos  Wayback Machine for Vice News. Nagieb Khaja og har instrueret den prisvindende dokumentarfilm My Afghanistan, som handler om de civiles liv i det konflikthærgede Helmand i Afghanistan.
Som en af få journalister har han været med ude på slagmarken sammen med de såkaldte Syrienskrigere fra Vesten. Det bliver dokumenteret i European Jihadist, som han producerede for britiske Guardian TV, hvor han følger den tidligere bandeleder Abderozzak Benarabe, kendt som Store A, på hans rejse til Syrien. Derudover skildrer han også sit møde med kendte britiske jihadist Amer Deghayes i dokumentaren The Rise of the British Jihadis for Vice News International.
I 2014 og 2015 har Nagieb Khaja som den eneste dansker og som en af få journalister i verden rapporteret fra det oprørskontrollerede Syrien heriblandt det østlige Aleppo, hvor han har instrueret dokumentarfilmene, Bomb Run Aleppo, Under Russia's Fist og Syria's White Helmets for Al Jazeera English.
Khaja er vokset op i Avedøre, og hans far stammer fra Afghanistan.
Han er student fra Vester Borgerdyd Gymnasium og har en uddannelse fra Syddansk Universitet i Odense.

## Bøger
2011: Gyldendal udgiver Nagieb Khajas bog, Historien der ikke bliver fortalt - om krigen i Afghanistan. Bogen beskriver krigen fra afghanernes perspektiv i de krigshærgede østlige og sydlige provinser. Bogen fik gode anmeldelser. "En enestående informativ og intens pageturner af ubestridelig relevans, skrevet af en modig og vidende journalist af høj international klasse. Uomgængelig," skrev Politikens anmelder som gav den 6 hjerter. Weekendavisen roser også bogen, "Efter endt læsning af den dansk-afghanske journalist Nagieb Khajas dybt interessante og stærke beretning om Afghanistans ofre står det klart, at vi aldrig skal vente at få deres respekt, men vi kan glæde os over, at den leverer et både ambitiøst, vidende, selvsikkert og relevant alternativ til den eksisterende krigsjournalistik, der er lige så medrivende som en spændingsroman."  Bogen bliver genudgivet i en aktuel og opdateret version i 2017. 
2014: Zetland udgiver Nagieb Khajas single Seks dage med Taliban hvor han skildrer sine oplevelser sammen med Taliban.
2017: Gyldendal udgiver hans bog Du må ikke græde - for så mister du blod, som handler om hans oplevelser under den syriske borgerkrig.

## Priser
2009: Nagieb Khaja modtager sammen med Miki Mistrati ungdomsjuryens pris til Odense Filmfestival for dokumentarfilmen ”Terrorist ved et tilfælde”, der handler om radikaliseringen af en ung dansk-tyrker, som bliver dømt i Glostrup-terrorsagen
2013: One World International Human Rights-prisen i Bruxelles for ”My Afghanistan", som handler om de civile afghanere, der lever i den krigshærgede Helmand-provins. 
2013: Special Mention for ”My Afghanistan" til Sydamerikas største dokumentarfestival BAFICI i Buenoes Aires.
2013: Kristian Dahls Mindelegat på grund af sin omfattende og anerkendelsesværdige journalistik i forbindelse med dækningen af krigen i Afghanistan, hvor han har beskrevet krigen fra afghanernes perspektiv. 
2013: Nairobi-Prisen for sin dækning af Afghanistan-krigen.
2015: Tredje plads i kategorien "Investigative Report" i den traditionsrige Headliner Awards i Atlantic City i USA for sin dokumentar ”On The Front Lines With The Taliban”, hvor han som den første journalist fra et vestligt medie får lov til at filme en talibanoffensiv i den krigshærgede Logar-provins i Afghanistan.
2016: Columbus - prisen for sin "unikke og ofte risikable arbejdsmetoder, som gør det muligt for os at forstå og formidle det, som ellers ville være lukket land".
2016: Nagieb Khaja får Public-Service-prisen, som bliver uddelt af Publicist-klubben for hans dækning af borgerkrigen i Syrien.
2016: Nagieb Khaja modtager en ”Commendation” til Asiens mest betydningsfulde TV-prisoverrækkelse, Asia TV Awards, som betyder, at han er kåret til den næstbedste udenrigskorrespondent for sin indsats i dokumentaren ”Under Russia´s Fist”, hvor han dækker den humanitære situation i Øst-Aleppo i Syrien, for den internationale tv-station Al Jazeera English.
2022: Cavlingprisen for 2021 for serien "Mettes uønskede børn".

## Ekstern henvisning
- Nagieb Khajas hjemmeside Arkiveret 22. marts 2016 hos  Wayback Machine
- Nagieb Khaja på Internet Movie Database (engelsk)
- Nagieb Khaja på Filmdatabasen
- Nagieb Khaja på The Movie Database (engelsk)

|  | Artiklen om Nagieb Khaja kan blive bedre, hvis der indsættes et (bedre) billede Du kan hjælpe ved at afsøge Wikimedia Commons for et passende billede eller uploade et godt billede til Wikimedia Commons iht. de tilladte licenser og indsætte det i artiklen. |